# アンドル県
アンドル県（アンドルけん、仏: Indre、フランス語発音: [ɛ̃dʁ]）は、フランス中部の県。サントル＝ヴァル・ド・ロワール地域圏に属し、県名はアンドル川に由来する。県民はアンドリアン (Indriens) と呼ばれる。

## 歴史

1790年以前の州で色分けされた地図

フランス革命期の1790年3月4日に設置された83県のひとつである。ベリー州の一部、ポワトゥーの一部、ラ・マルシュおよびトゥーレーヌの一部で構成される。

## 地理
現在はサントル＝ヴァル・ド・ロワール地域圏に所属し、アンドル＝エ＝ロワール県、ロワール＝エ＝シェール県、シェール県、クルーズ県、ヴィエンヌ県、オート＝ヴィエンヌ県と隣接する。
県は4つの自然上の地方区分に分けられる。
- ボワショー・ノール - 県北東部。
- ボワショー・シュド - 県南東部
- ブレンヌ - 県南西部
- シャンパーニュ・ベリションヌ - 北東部

県は主にラ・ブレンヌ地域圏自然公園やシャンパーニュ・ベリションヌの中のように、平野で構成されている。対照的にボワショー・ノールは標高が80mから215mの間と起伏がある。しかし、ボワショー・シュドはさらに標高が高く、プリニー・ノートルダム近郊では県最高の標高459mに達する。

## 行政
アンドル県を率いるのは県会（または県全体評議会）である。県本会議は26人の県会議員で構成される。9人が右派諸派、8人がUMP、2人が新中道で与党を構成し、野党としては9人の社会党議員がいる。
| 県会議長在任期間 | 県会議長在任期間 | 氏名                                  | 所属 | 備考 |
| 就任             | 退任             | 氏名                                  | 所属 | 備考 |
| ---------------- | ---------------- | ------------------------------------- | ---- | ---- |
| 1975年           | 1979年           | アンドレ・ギャスニエ André Gasnier    | MRG  | -    |
| 1979年           | 1985年           | アンドレ・レニェル André Laignel      | PS   | -    |
| 1985年           | 1998年           | ダニエル・ベルナルデ Daniel Bernardet | UDF  | -    |
| 1998年           | 2016年           | ルイ・パントン Louis Pinton           | UMP  | -    |
| 2016年           | 現職             | セルジュ・デスク― Serge Descout       | LR   | -    |

## 人口統計
| 1968年  | 1975年  | 1982年  | 1990年  | 1999年  | 2006年  | 2007年  | 2010年  |
| ------- | ------- | ------- | ------- | ------- | ------- | ------- | ------- |
| 247 178 | 248 523 | 243 191 | 237 510 | 231 139 | 232 959 | 232 791 | 231 176 |

出典: SPLAF、2006年以降INSEE et 2007

## 経済
農業は穀物生産、たとえばコムギ、オートムギ、マイス、オオムギ、ナタネ、ヒマワリが生産されている。
ワインの産地を抱えており、AOCワインとしてヴァランセ、ルイイ、シャトーメイヤンがある。
アンドルではウシ、ヒツジ、ヤギの飼育が継続して行われている。AOCチーズとしては、プーリニ＝サン＝ピエール、サント・モール・ド・トゥーレーヌ、ヴァランセ がある。
ブレンヌ地方では魚の養殖業が強力に発展している。

## 観光
サン＝ブノワ＝デュ＝ソーとギャルジレス＝ダンピエールの2つの村が、フランスの最も美しい村に登録されている。

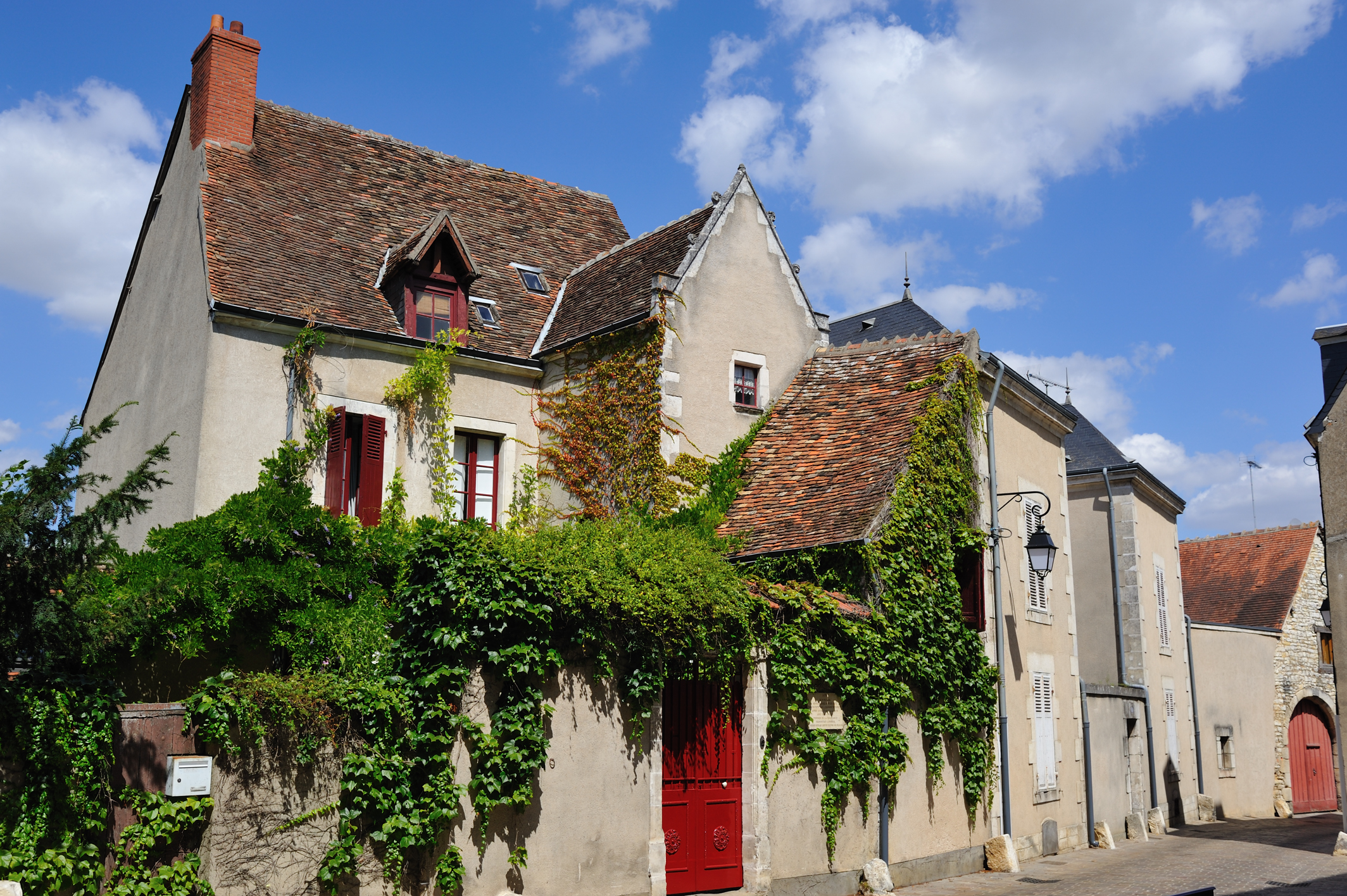
シャトールー
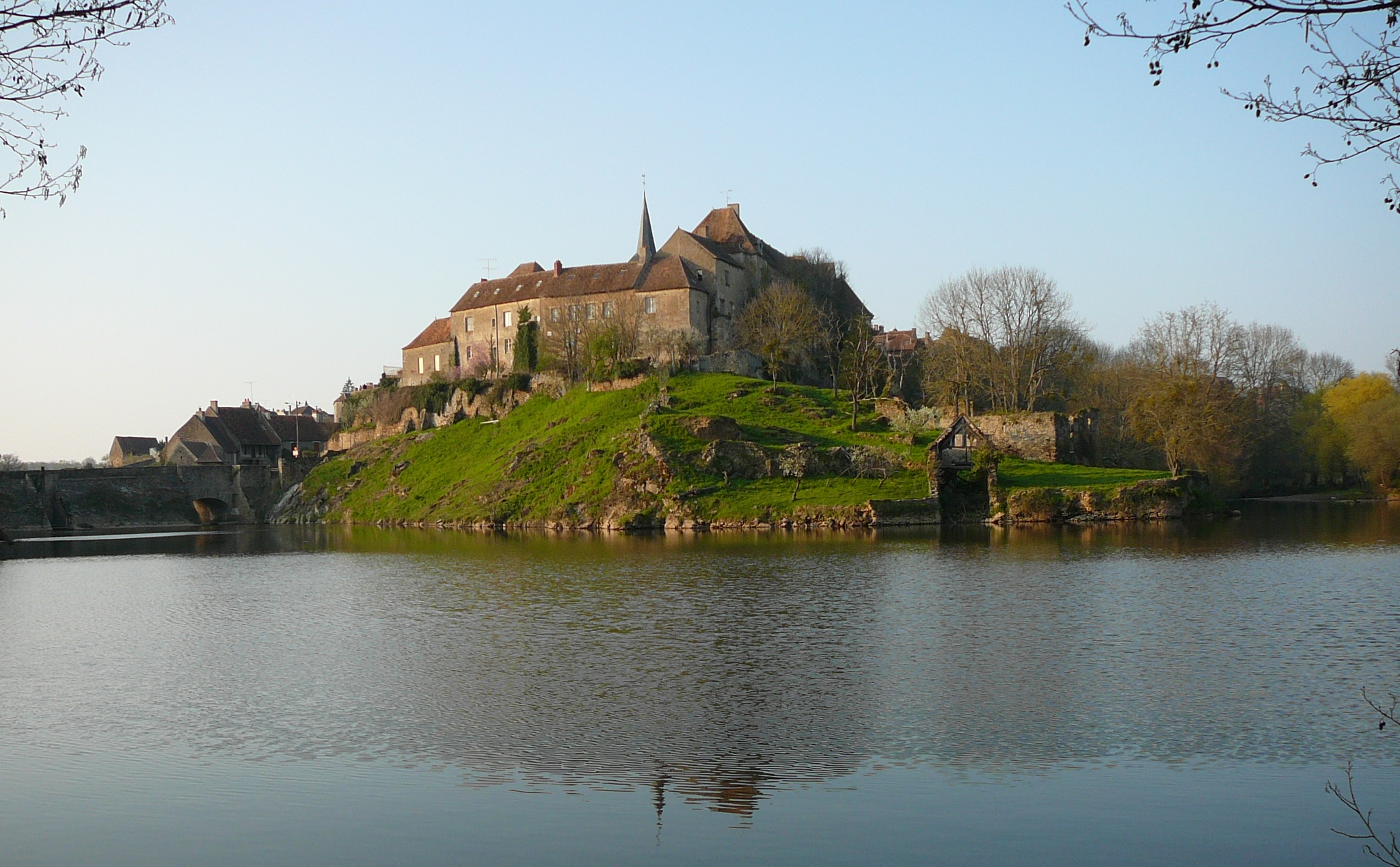
サン＝ブノワ＝デュ＝ソー
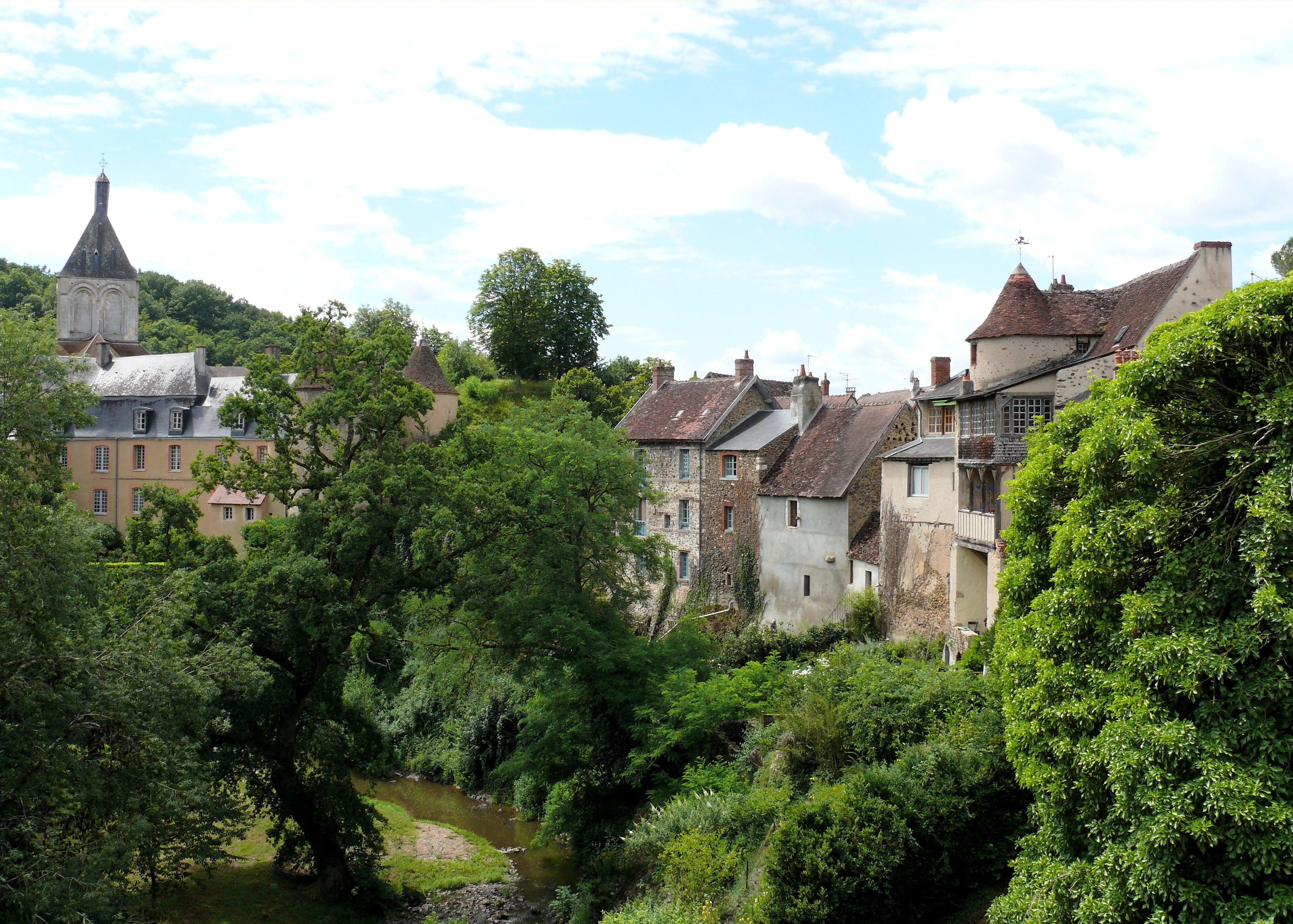
ギャルジレス＝ダンピエール
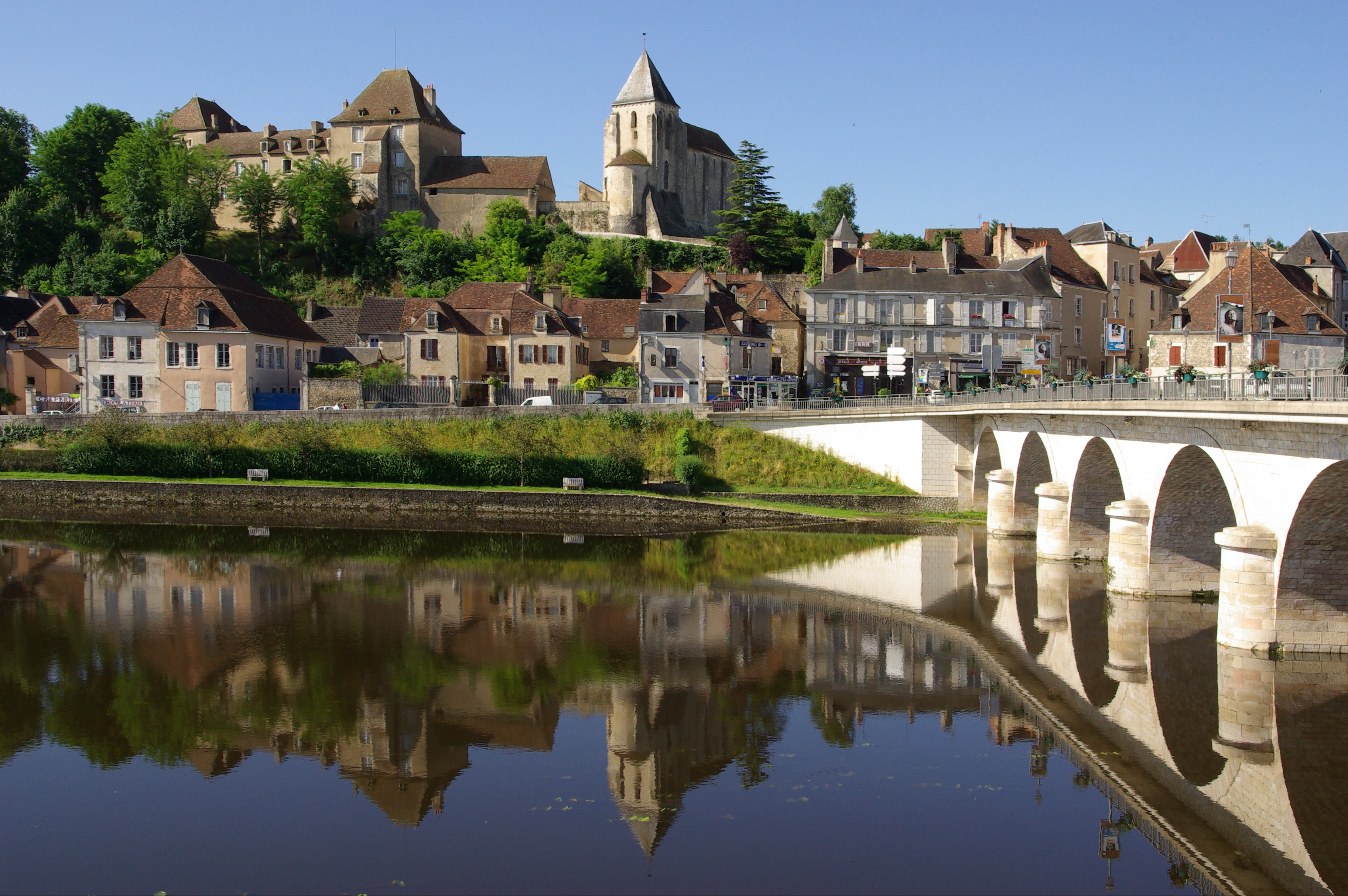
ル・ブラン
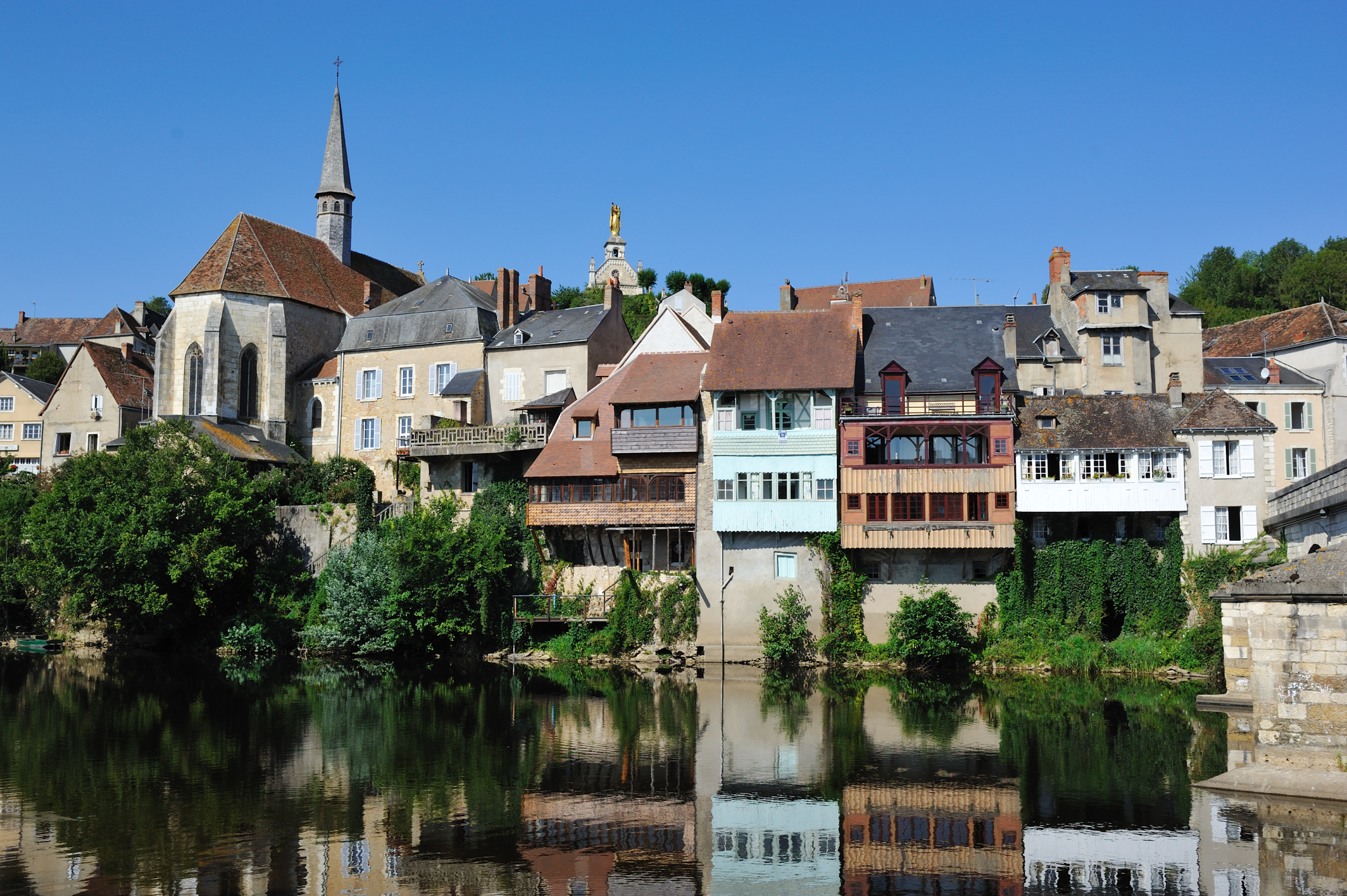
アルジャントン＝シュル＝クルーズ